# Martin Dudley
El Rvdo. Dr. Martin Dudley (Birmingham, 31 de mayo de 1953) es un autor y político inglés. Antiguo sacerdote anglicano, sirvió como concejal en la ciudad de Londres, y es autor de varios libros sobre la Iglesia cristiana.
Desde el 31 de diciembre de 2016 fue titular de los beneficios de San Bartolomé, conocida como parroquia de Gran San Bartolomé, habiendo sido rector desde 1995, y sacerdote encargado de San Bartolomé el Menor desde 2012.

## Vida religiosa
Dudley fue ordenado diácono en 1979, y sacerdote en 1980 en la catedral de Llandaff. En 1983 se convirtió en vicario de Weston (Hertfordshire), antes de ser nombrado para el mismo cargo en Owlsmoor, Berkshire (1988–95). El 9 de septiembre de 1995, alcanzó el puesto de rector de San Bartolomé el Grande en la diócesis de Londres.
En 2012 fue nombrado sacerdote a cargo de San Bartolomé el Menor. El 31 de diciembre de 2016, Dudley se retiró del ministerio a tiempo completo, y renunció como rector de San Bartolomé. A lo largo de su ministerio, apoyó al ala anglo-católica de la Iglesia de Inglaterra.
En marzo de 2018, Dudley fue recibido en la Iglesia Ortodoxa Rusa como seglar.